# バリー・ボンズ
バリー・ラマー・ボンズ（Barry Lamar Bonds、1964年7月24日 - ）は、アメリカ合衆国・カリフォルニア州リバーサイド出身の元プロ野球選手（外野手、左投左打）・コーチ。

## 概要
MLB歴代1位記録となる通算762本塁打、シーズン73本塁打、長打率.863、出塁率.609、OPS1.422、史上唯一の500本塁打500盗塁など、そのキャリアを通じて数々の記録を残し、史上最も偉大な野球選手の一人とされる。
栄養補助食品会社バルコ（BALCO）の薬物醜聞（バルコ・スキャンダル）の捜査に関連して、司法妨害罪と自身の薬物使用について嘘の証言をしたとして偽証罪で起訴され、2011年4月13日に司法妨害罪の有罪判決を受けたが、2015年4月にサンフランシスコ高裁が司法妨害罪の無罪判決を言い渡し、同年7月に無罪が確定した。
MLBにおける通算及びシーズン本塁打記録保持者という実績を誇りながらも、上記の薬物使用疑惑における負のイメージの影響を受け、同じく薬物使用疑惑の付きまとうロジャー・クレメンス同様、有資格を得ながらもアメリカ野球殿堂入りは果たされていない。
父のボビー・ボンズも元MLB選手で300本塁打300盗塁を達成しており、史上初の親子で達成した選手である。MVP1回本塁打王4回のレジー・ジャクソンは従兄にあたる。名付け親は本塁打王4回盗塁王4回のウィリー・メイズ。

## 経歴

### プロ入り前
カリフォルニア州リバーサイドで生まれ、サンカルロスで育った。3人兄弟の長男（次男・リック、三男・ボビーJr）。幼い頃は父が所属していたサンフランシスコ・ジャイアンツの本拠地キャンドルスティック・パークに通い、試合をダグアウトから観ていたという。サンマテオのフニペロ・セラ高等学校に入学し、野球の他バスケットボール、アメリカンフットボールで優れた才能を発揮した。野球においては、入学当初は新人チームに所属し、後に1980年から1982年までの3年間選抜チームのメンバーとして活躍した。高校通算打率.404、3年時には.467を記録し、高校全米選抜チームに選ばれた。1982年のMLBドラフトでジャイアンツから2巡目に指名を受けるが、球団側の契約金70,000ドルという提示に対し、75,000ドルを要求したため折り合いがつかず、アリゾナ州立大学へ進学。
大学では、3年間で打率.347・45本塁打・175打点を記録した。1984年には打率.360・30盗塁、1985年には打率.368・23本塁打・66打点を記録し、同年スポーティングニュースの全米選抜に選出された。大学オールスターには3年連続で選出された。大学2年時にはカレッジワールドシリーズにおいて7打数連続安打というNCAAの大学記録に並び、当時のチームは1996年にカレッジワールドシリーズにおける最高チームに選ばれた。1986年に大学を卒業し、犯罪学の学位を取得した。また、ASU On Deck Circle MVPも受賞した。また、大学リーグでありながら非常にマイナーリーグに近いレベルとされているアラスカ夏季大学野球リーグのアラスカ・ゴールドパナーズのメンバーとしてプレイしたこともあった。

### プロ入りとパイレーツ時代
1985年のMLBドラフトでピッツバーグ・パイレーツから1巡目（全体6位）に指名を受け入団。同年はA級で7月の月間MVPに選出されるなど打率.299・13本塁打を記録。
1986年はAAA級で打率.311・7本塁打・出塁率.435の好成績を挙げ、メジャー昇格を果たす。
5月30日のロサンゼルス・ドジャース戦に「1番・センター」として先発出場しメジャーデビュー。16本塁打・48打点・36盗塁・65四球はいずれもリーグの新人選手で最高だったが、キャリアワーストの打率.223・102三振に終わる。2年目での慌ただしい昇格と、与えられた背番号が敬愛するメイズと同じ24でなかったことが成績の低下を招いたとして、球団に不満を訴えた。ルーキー・オブ・ザ・イヤーの投票では6位に入る。
1987年は希望通り背番号を24に変更。開幕直前にアンディ・バンスライクの移籍に伴いレフトへコンバートされる。バンスライクとの左中間コンビはフィールドの外では良好な関係を築くことはなかったが、試合では連携を見せ広い守備範囲をカバーした。同年は25本塁打・59打点・32盗塁の成績。
1988年は打率.283・24本塁打を記録。
1989年は打率.248・19本塁打・58打点とやや不本意だったが、リーグ2位の14補殺を記録した。シーズン終了後にドジャースのジェフ・ハミルトン、ジョン・ウェッテランドとの1対2の交換トレードの噂が流れるが球団は否定し、結局トレードが行われることはなかった。
1990年は前半戦で打率.340・15本塁打・24盗塁の好成績で、オールスターゲームに初選出される。後半戦は打率.261ながら18本塁打・28盗塁を記録し、シーズン通算で打率.301・33本塁打・114打点、リーグ3位の52盗塁、リーグトップの長打率.565の成績で史上2人目の30本塁打50盗塁を達成するなどチームの11年ぶりの地区優勝に大きく貢献。シンシナティ・レッズとのリーグチャンピオンシップシリーズでは打率.167と振るわず、チームは2勝4敗で敗退した。MVPの投票ではチームメイトのボビー・ボニーヤを抑えて初受賞し、シルバースラッガー賞・ゴールドグラブ賞も獲得した。
1991年は打率.292・25本塁打・116打点・107四球、リーグトップの出塁率.410を記録し、チームは地区連覇を果たす。アトランタ・ブレーブスとのリーグチャンピオンシップシリーズでは打率.148、本塁打・打点共に0とまたも振るわず、チームは3勝4敗で敗退した。MVPの投票では首位打者を獲得したテリー・ペンドルトンに次ぐ2位に入り、2年連続でシルバースラッガー賞・ゴールドグラブ賞を受賞した。
1992年は打率.311・34本塁打・103打点・39盗塁、いずれもリーグトップの109得点・127四球・出塁率.456・長打率.624・OPS.1.080・32敬遠を記録して2度目の30本塁打30盗塁を達成し、チームは地区3連覇。前年に続きブレーブスと対戦したリーグチャンピオンシップシリーズでは第6戦でポストシーズン初本塁打を放ち3勝3敗のタイに戻す。最終第7戦は2-0とリードして9回裏を迎えたが、1点差に迫られた後の2死満塁からフランシスコ・カブレラ（後オリックス）に逆転サヨナラタイムリーを打たれて敗退。打球を処理しサヨナラのホームインを阻止しようとレフトから本塁へ送球するが及ばず、試合終了後に呆然としている姿をテレビカメラに写されている。2度目のMVPを受賞するが、ボンズ以外にもダグ・ドレイベック等主力選手の年俸が高騰し、再契約は難しいとの見方が出ていた。オフにフリーエージェントとなった。

### ジャイアンツ時代
1992年12月8日にジャイアンツと総額・年俸共に当時史上最高額となる6年4,375万ドルの契約を結んだ。翌年以降パイレーツはポストシーズンどころか2012年まで20年間にわたり勝率5割にすら届かないシーズンが続き、ボンズの呪いではないかと言われていた。

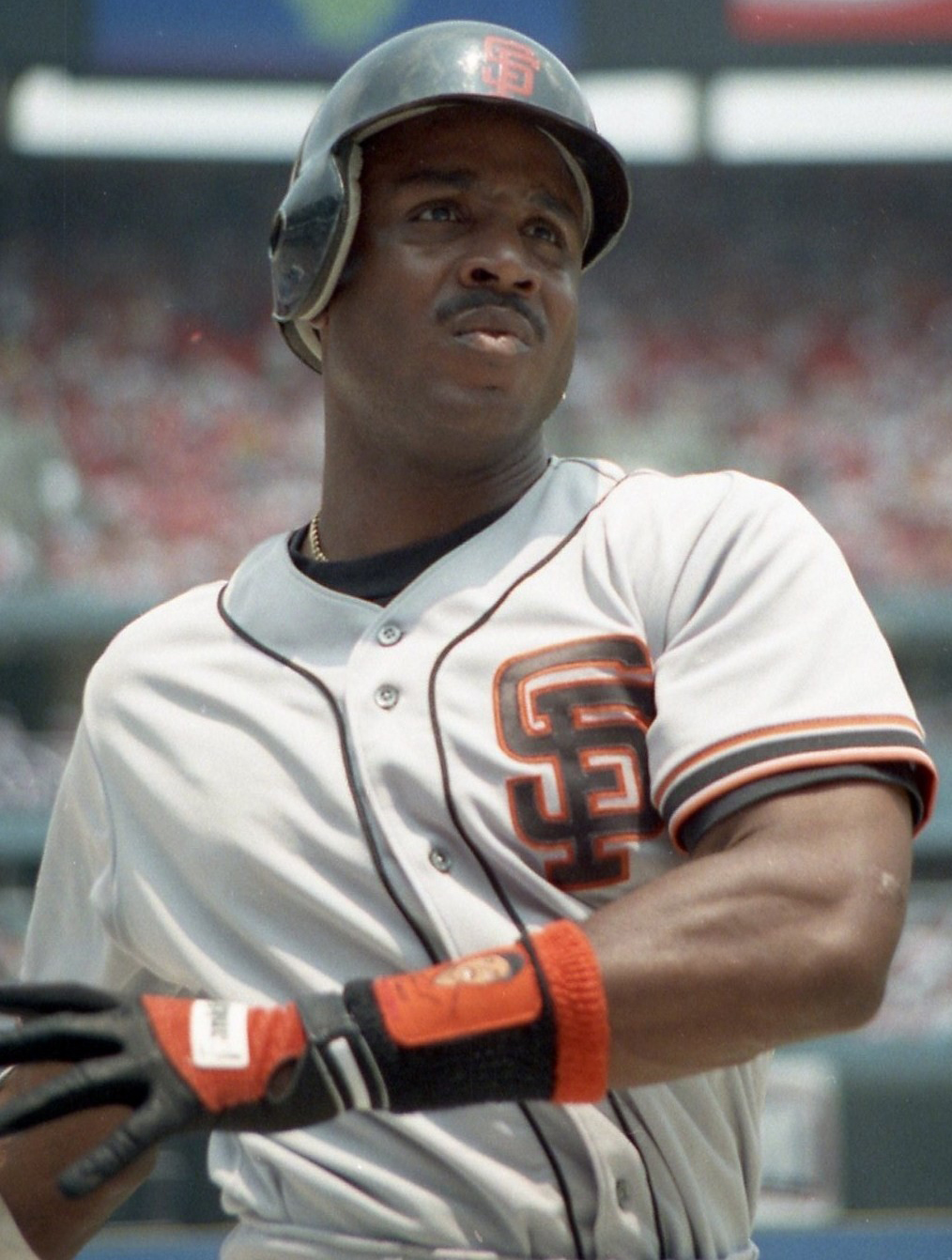
1993年のボンズ

当初は球団の永久欠番となっていたメイズの背番号24を着用する予定でありメイズ自身も快諾していたものの、ファンや地元メディアの十分な賛同を得られなかったため、ジャイアンツ時代の父ボビー・ボンズと同じ25を着用することとなった。
1993年は10月1日のドジャース戦でキャリアハイの7打点を記録。打率.336、いずれもリーグトップの46本塁打・123打点・出塁率.458・長打率.677・OPS1.136の成績で、最多本塁打・最多打点の二冠を獲得。チームは2位ブレーブスに最大10ゲーム差を付けるなど地区首位を独走していたが、9月7日から8連敗を喫して逆転を許す。シーズン最終戦を前に同率で並ぶが、宿敵ドジャースに大敗して1ゲーム差で地区優勝を逃した。2年連続3度目のMVPを受賞し、ジョー・ディマジオやミッキー・マントルなど往年の名選手と肩を並べた。また、このシーズン45本塁打25盗塁は数少ない記録者の一人として扱われることがある。
1994年は8月2日のレッズ戦で自身初の1試合3本塁打を記録。MLB選手会の1994年から1995年のMLBストライキでシーズンが打ち切られたが、打率.312・37本塁打・81打点、リーグトップの74四球を記録し、MVPの投票で4位に入った。同年、ジェームズ・ウッズとアン・アーチャー主演の映画ジェーンズ・ハウスに父ボビーと共に本人役で出演した。
1995年はキャリア唯一の全試合出場を果たし、打率.294・33本塁打・104打点・31盗塁、共にリーグトップの120四球・出塁率.431・OPS1.009を記録し、自身3度目の30本塁打30盗塁を達成。
1996年は4月27日のフロリダ・マーリンズ戦でジョン・バーケットから通算300号本塁打を放ち、メイズ、アンドレ・ドーソン、父ボビーに次いで史上4人目となる300本塁打300盗塁を達成。打率.308・42本塁打・129打点・40盗塁、リーグ記録を更新する151四球の成績で、1988年のホゼ・カンセコに次ぐ史上2人目の40本塁打40盗塁を達成し、MVPの投票で5位に入る。
1997年は打率.291・40本塁打・101打点・37盗塁、4年連続リーグトップの145四球を記録して父と並ぶ通算5回目の30本塁打30盗塁を達成し、チームの地区優勝に貢献。フロリダ・マーリンズとのディビジョンシリーズでは打率.250・本塁打0に終わり、チームは3連敗で敗退した。MVPの投票では前年と同じく5位に入った。
1998年は5月28日のアリゾナ・ダイヤモンドバックス戦で、2点ビハインドの9回表2死満塁の場面で敬遠四球。8月23日のマーリンズ戦で通算400号本塁打を放ち、史上初の400本塁打400盗塁を達成した。打率.303・37本塁打・122打点・28盗塁を記録し、さらに通算8度目となるゴールドグラブ賞を受賞し、MVP投票では8位に入った。
1999年のスプリングトレーニング時に例年より体重を増やした状態で登場。同年は好調なスタートを切ったものの、故障で2ヶ月近く離脱した影響で102試合の出場に留まり、打率.262・34本塁打・83打点と不本意な成績に終わる。ピークは過ぎたと見られることもあったが、355打数で34本塁打を放っており、本塁打率は自己最高を記録している。同年のMLBオールセンチュリーチームの投票では外野手部門にノミネートされたものの、当時の現役野手で唯一選出されたケン・グリフィー・ジュニアに阻まれ、選出には至らなかった。セイバーメトリクスの創始者であるビル・ジェームズはボンズを「90年代最高の野球選手」として評価しているが（2位にはクレイグ・ビジオが選ばれている。）、これについて「ボンズは私の見た中で最も正当な評価をされていない野球選手であろう。グリフィーは凄い人気があるが、ボンズの方が断然に優れた選手である」と異論を唱え、ボンズについて当時の時点で史上16番目に偉大な野球選手としている。また「将来的に歴史上5指に入る偉大な野球選手となるだろう」とも言及している。また同年はスポーティング・ニュースの選ぶ100人の偉大な野球選手のランキングにおいて当時の現役選手としては最高位となる34位に選ばれた。
2000年は打率.306・49本塁打・106打点・長打率.688、リーグトップの117四球を記録し、チームの3年ぶりの地区優勝に貢献。ニューヨーク・メッツとのディビジョンシリーズでは打率.176とまたも振るわず、チームは1勝3敗で敗退した。MVP投票ではチームメイトのジェフ・ケントに次ぐ2位に入った。
2001年は4月12日から6試合連続本塁打、その間4月17日のドジャース戦で通算500本塁打を達成。5月17日から再び6試合連続本塁打、5月19日のブレーブス戦、9月9日のコロラド・ロッキーズ戦で1試合3本塁打を記録。10月5日のドジャース戦で朴賛浩から71号本塁打を放ち、マーク・マグワイアの70本塁打を更新するメジャー記録を樹立。打率.328・73本塁打・137打点、共にベーブ・ルースのメジャー記録を更新する177四球・長打率.863の成績を残す。しかし打点王は取れなかった。シーズン最終戦の日の朝、アメリカはアフガン侵攻を開始したが、テレビ局ニュース記者によれば、アメリカ国民は「誰もアフガンなんて興味もない。ボンズのホームランに夢中」だった。チームは地区優勝を逃したが、史上初となる4度目のMVPを受賞した。
2002年は開幕から2試合で4本塁打・9打点を記録。その後も8月27日のロッキーズ戦で3本塁打を放つなど好調を維持し、打率.370・46本塁打・110打点、いずれもメジャー記録を更新する198四球・出塁率.582・68敬遠四球を記録して自身初の首位打者を獲得し、チームのワイルドカード獲得の原動力となる。ブレーブスとのディビジョンシリーズ、セントルイス・カージナルスとのリーグチャンピオンシップシリーズでは計4本塁打を放ち、チームは13年ぶりのリーグ優勝。自身初出場となったアナハイム・エンゼルスとのワールドシリーズでは打率.471・4本塁打を記録する活躍を見せるが、シリーズ記録の13四球（内敬遠7）と勝負を避けられ、チームは3勝4敗で敗退し移転後初のワールドチャンピオンはならなかった。
2003年は父ボビーの死去（詳しくは下の「父親との関係」を参照）もあり、若干パフォーマンスが落ちたものの、打率.341、45本塁打、90打点を記録。ケントが移籍したこともあり相変わらず勝負を避けられることは多く、61敬遠は前年に自身が記録したものに次いで歴代2位だった。また6月23日のドジャース戦で通算500盗塁を達成したことで、同時に史上初の「500-500」を記録した選手となった（2018年現在においても、ボンズ以外には400-400すら達成者はいない）。前年に続けてチームはポストシーズンに進出したが、地区シリーズでは4試合で8四球（地区シリーズ記録）と歩かされ、敗退した。
2004年は打率.362、45本塁打、101打点を記録。40歳で2度目の首位打者を獲得した。また以前にも増して徹底的な四球攻めに遭い、120敬遠を含む232の四球を記録。出塁率は6割を超え、OPSは1.422を記録し、4つのMLB記録を更新。得点圏では出塁率.754、71打数にして三振がわずか3。9月には史上3人目となる通算700号本塁打を達成した。
2005年は故障でシーズンの大半を欠場。9月になってようやく復帰したが、わずか14試合の出場に終わる。これはジャイアンツにとって大きな誤算となり、1996年以来9年ぶりの負け越しを記録することとなった。
2006年には5月28日のロッキーズ戦で715号を放ち、ベーブ・ルースの記録を更新。シーズン全体では130試合に出場し打率.270、26本塁打、77打点に終わり、更なる体重増加により守備・走塁能力にも衰えは明らかであったが、115四球はリーグトップ、38敬遠、出塁率.454はMLB全体トップを記録するなど、打撃技術は健在であることを示して見せた。
2007年は通算本塁打の記録更新が近付いていたため開幕から注目されていたが、8月4日、ペトコ・パークのパドレス戦でハンク・アーロンの持つ755本のメジャー通算本塁打記録に並ぶ（メジャーデビューから22年目）。それから3日後の8月7日、AT&Tパークのワシントン・ナショナルズ戦でマイク・バシック投手から756本目となる本塁打をライトスタンドに打ち込み、MLB通算本塁打記録を塗り変えた。ゲーム中にもかかわらず10分に及ぶセレモニーで新記録を祝い、自らマイクを握って挨拶を行い、「父さん、皆さん、ありがとう！」と締めくくった。チームメイトとの不和が盛んに囁かれていたが、この時はベンチ総出で祝福されている。

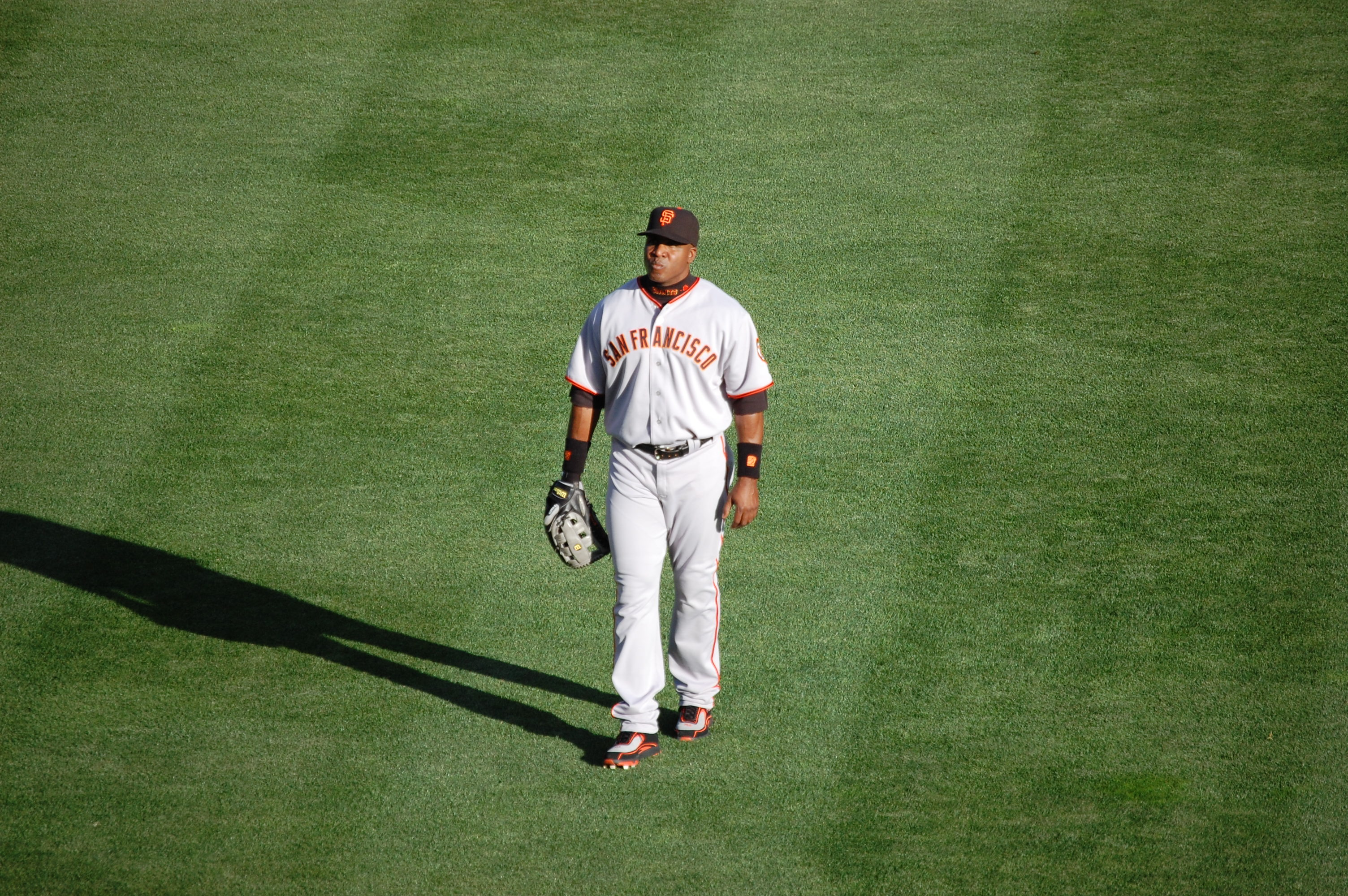
守備につくボンズ

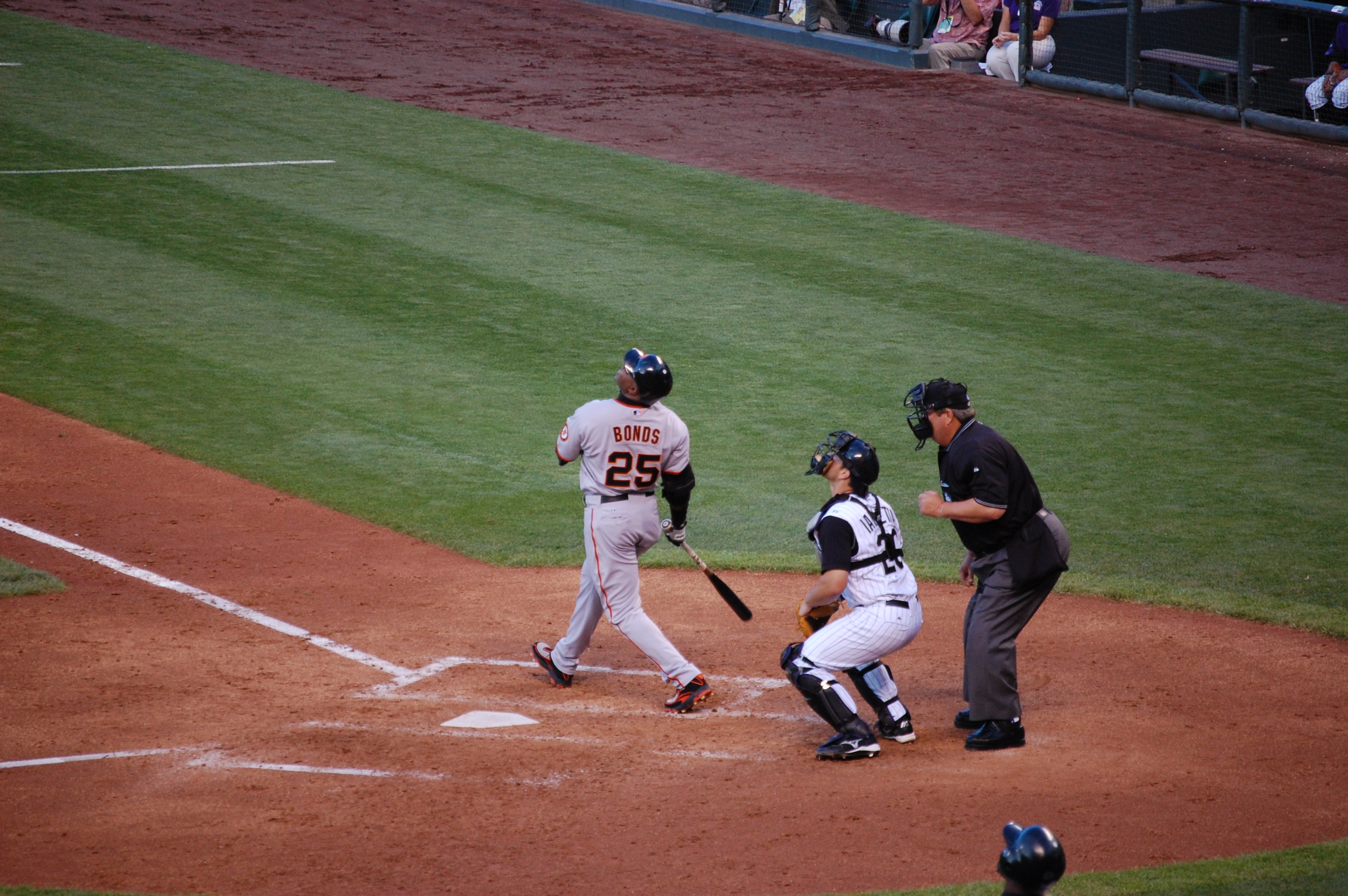
2007年、ロッキーズ戦でのボンズ

記録更新から約一ヵ月後の9月15日、756号の記念ボールが大方の予想を大きく上回る75万2467ドル20セント（約8600万円）で落札された。8月28日にオークションが始まった時点での金額は10万ドルだった。なお、落札者が実施した投票の結果、この記念ボールは参考記録を示す「*」マークを付けて野球殿堂に寄贈されることが決まった。
9月21日に、年俸の高さ、チームの低迷、チームの若返りの方針、薬物問題によるイメージダウンなどにより、サンフランシスコ・ジャイアンツは来期以降の契約を延長しない意思を伝え、シーズン中にもかかわらず退団が決定した。その頃怪我で出場を見送っていたボンズは、26日のパドレス戦にスタメン出場し、3打数無安打に終わった。結果的にこの日が現役最後の出場となっている。シーズン全体では打率.276・28本塁打・66打点を記録。132四球、43敬遠、出塁率.480は2006年に続いてMLBトップの記録だった。

### ジャイアンツ退団後
代理人は「ボンズはプレーする用意がある」との声明を発表し、本人も「まだ引退したつもりは無い」と語ったが、公に獲得を表明する球団は出なかった。
所属球団のないまま迎えた2009年12月11日、最後まで復帰に尽力してきた代理人が「MLBはもう、彼にチャンスを与えないだろう。私もこれ以上、彼の期待しているような仕事をする自信がない」とコメント。公式の引退表明こそないものの、以降はプレーしない意思を示しており、形式的な手続きをしていないが当年をもって引退した状態となっている。
2014年にはサンフランシスコ・ジャイアンツのスプリングトレーニングに特別コーチとして参加した。
2015年12月4日、マイアミ・マーリンズの監督ドン・マッティングリーが、ボンズの打撃コーチ就任を発表した。2016年10月3日、今シーズン限りでの打撃コーチ解任が発表された。
2018年2月6日、古巣・ジャイアンツはボンズ在籍時の背番号『25』を永久欠番に指定することを発表し、同年8月11日のジャイアンツ対パイレーツの試合前に欠番表彰式が行われた。

## 選手としての特徴

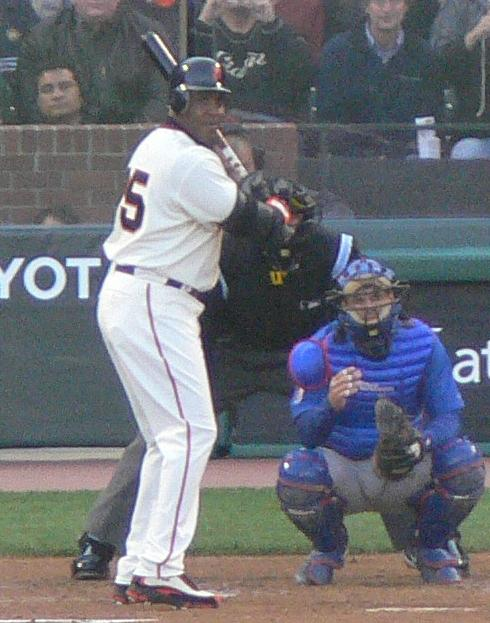
2006年のバリー・ボンズ

キャリア初期から中期ともいえる1990年代においては、走攻守全てに際立った力を持つ5ツールプレイヤーであった。30本塁打30盗塁を5度、3割30本塁打30盗塁を3度、3割40本塁打40盗塁を1度記録している。このうち40本塁打40盗塁はホセ・カンセコに次ぐ史上2人目の達成者となった。守備ではゴールドグラブ賞を8度獲得した。とりわけ、1997年のオールスターでデビッド・コーンとイバン・ロドリゲスの黄金バッテリーから盗塁を奪った。
ESPNとスポーティング・ニュースはともに、90年代最高の選手としてボンズを選出している（歴代の受賞選手はタイ・カッブ、ジミー・フォックス、テッド・ウィリアムズ、スタン・ミュージアル、ウィリー・メイズ、ピート・ローズ、マイク・シュミットなど）。通算7度のMVPのうち、この90年代に3度を獲得した。
2001年のシーズン73本塁打を筆頭に、2001年からは出塁率.500以上、長打率.700以上を4年連続で記録した。この2つの数字を足したものであるOPSにおいても1.200以上を記録、2004年には出塁率.609、長打率.812を記録しOPSはMLB記録の1.422を記録。四球記録は自身が3度更新、敬遠数は2度更新、出塁率も2度更新した。
年間100三振に達したのはキャリア一年目の102三振だけで、2001年に73本塁打を記録して以降は本塁打率が大きく上昇したが、2004年には三振よりも本塁打の方が多い（45本塁打41三振）という記録を残した。
なお、シーズン73本塁打を打った2001年のシーズン以外は、50本塁打以上を記録したことはない。
無走者での敬遠が41度（うち無死無走者の場面での敬遠が5度）、2ストライクを取られてから敬遠されたことが5度（うち0ボール2ストライクからフルカウントになり敬遠されたのが3度）ある。また前述の通り、1998年5月28日のダイヤモンドバックス戦では、9回ツーアウト満塁から敬遠された。
73本塁打を記録した2001年シーズンの本塁打の内訳は、左翼方向4本、左中間4本、中堅方向15本、右中間21本、右翼方向29本であった。73本中50本が引っ張り方向、逆方向がわずか8本と、典型的なプルヒッターであった事が窺える。もっとも、ボンズの場合は逆方向に打つ必要がないほど打撃が優れていたとされる。
打力を物語る話として、新人時代にこんな挿話がある。パイレーツにドラフト1位指名（全米6位）を受けたその週に、ピッツバーグに招かれ当時の本拠地、スリー・リバーススタジアムで打撃練習を行った。その際、引っ張って15球中11球をスタンドに放り込んだところ、それを見ていたコーチの一人が、「そんなのは左打者ならみんなできる」と言った。すると「じゃ、これを見てみな」とレフトへ柵越えを連発した。
野球における勘もずば抜けており、ある試合でジャイアンツ打線が相手投手に手玉に取られていたとき、ぽつりと「グラブの角度が変わったらスライダー、まっすぐなら速球だよ」と言った。チームメイトは違いが分からなかったがボンズはその後の数球の球種を的確に言い当てた。
若手時代において武器であった守備と走塁はステロイド使用が原因とされる体重増加によって年々衰え、現役終盤期には日本の一般紙からも「守備と走塁はチームに迷惑をかけるほど」とまで酷評された。
打力に関しては後述の薬物疑惑があった中でも「ボンズは薬物関係なしに超一流」といわれるほどであり、引退して長らくした2021年以降でも様々な球団の監督から高く評価されており、大谷翔平が大成したといえるシーズン記録を残したことで「バリー・ボンズのようだ」と逆説的ながらも認めている人物はそれなりにいる。

## 逸話

### 性格・態度について
大学時代からチームメイトを選り好みし、1A時代のルームメイトは彼の不遜な態度に業を煮やして同居を拒否し、また他のチームメイトも陰口を叩いていたという。
マイナー時代、パイレーツにドラフト1巡指名（全米6位）を受け、ルーキーイヤーに1Aのチームに合流した初日、監督室にノックもせずに勢いよくやってきて「俺はバリー・ボンズ。ドラフト1位選手だ」と不躾な自己紹介をした。当時の1A監督であったエド・オットーはそんなボンズの顔を睨み付け、「私はエド・オットーでお前さんの監督だ。それが分かったなら、とっととこの部屋から出て行きやがれ。それにノックする気がないのなら、二度とここには入ってくるな！」と怒鳴りつけたという。
オットーの新人教育は厳しく、大事な試合でも守備で怠慢プレーを見せた時には容赦なくベンチに引っ込めることもあった。しかし、大学時代からボンズを甘やかしたといわれる実父ボビーとは違う厳格な接し方は次第にボンズの尊敬を勝ち取っていき、シーズン終盤にはオットーと20分の予定のミーティングを2時間にまで伸ばして話し込む間柄になっていたという。また、オットーによってクラブハウスでの礼儀作法やメディア対策を伝授されたという。
パイレーツ時代に左中間コンビを組んでいたアンディ・バンスライク、更にジャイアンツ移籍当時の三塁手マット・ウィリアムスはベテラン選手にも軽口をたたくボンズをチームメイトの前で怒鳴りつけたこともある。
1997年から2002年までの間3・4番コンビを組んでいたジェフ・ケントとは犬猿の仲で、お互いに試合におけるパフォーマンスは認めていたものの、しばしば口論する姿が見られており、2001年にはベンチで掴み合いの乱闘をする姿を公に晒している。
ロッカールームでは隣り合うロッカーの他、専属トレーナーにもロッカーを割当ててシャワールームに一番近い壁際のロッカー全てを自分で占めており、自分専用のソファーと大型テレビも置いてこの専用ソファーにチームメイトが勝手に座った時、そのチームメイトを怒鳴りつけたことがある。
「投手がMVPになるということは野手に対する侮辱である。ワールドシリーズでMVPを取ればいいじゃないか」「ルースの頃は白人しかいなかったんだから基本的に認めていない。MLB史上最強の打者は俺だ」等の発言もある。
ジャイアンツにFA移籍した初年度のスプリングトレーニング初日、彼はクラブハウスに到着するなり、各ピッチャーを指差して、「お前にも、お前にも貸しがある」と言い続けたといわれている。「貸し」というのは、パイレーツ時代に打ったという意味で、それはボンズ流の一風変わった自己紹介だった。
2001年4月17日に通算500号本塁打を達成した後日、パイレーツ時代のGMだったシド・スリフトから祝福の電話を貰った時には「あんたが早く俺をメジャーに引き上げてくれていたら、（500号に）もっと早く到達できたんだがね」と言い放ったという。
このようなことから、多くのチームメイトは彼の不遜な態度に不満を漏らしており、チーム内でも孤立しがちであるとされる。しかし、全米の注目を一身に浴びる中で放った新記録の756号となると話は別であり、先述のようにチームメートはもとより地元のファン、相手チームまで球場一体となって祝福ムードに沸いた。
ボンズはマスコミ嫌いでもある。不振に陥っている時のロッカールームでのインタビューでは記者が凍り付いてしまうほどの緊迫した雰囲気であり、質問に対しての受け答えにおいても放送禁止用語が混ざってしまうこともあるほど。本国アメリカでは多くのマスコミを敵に回しているため否定的な報道が多いが、「死んでからでないと認めてもらえないのか」と涙を流したこともあったという。
1990・1992・1993年とMVPを獲得するパフォーマンスだったにもかかわらず、1991年にMVPを逃したのは記者との対立のため投票で不利になったためとも言われている（この年MVPを獲得したのは打率.319・本塁打22・打点86・盗塁10のテリー・ペンドルトン。ただし、彼は前年最下位のチームに移籍してきて中心選手としてワールドシリーズ進出に貢献したことも評価されている）。
1998年のマーク・マグワイアとサミー・ソーサのシーズン最多本塁打記録争いの時に、ソーサにつくマスコミが少ないことや新記録のセレモニーに差があったことについて、彼が黒人だからではないかと各所で物議を醸したが、ボンズも人種差別と指摘した一人である。
前述の名付け親でもあるウィリー・メイズを尊敬している。パイレーツ時代までは彼と同じ背番号24をつけていた（ケン・グリフィー・ジュニアの背番号24も同じ理由である）。ジャイアンツへの移籍の際に、背番号として既に永久欠番になっていた24を付けたいと言ったのは前述の通り（その際も周囲から顰蹙を買ったという）。2007年のオールスターゲーム前のセレモニーにメイズが登場した時も隣に寄り添っていた。
時にユーモラスなジョークなどを言ったりもする一面もある。歴代本塁打記録の更新が注目された2007年には記者にそのことを問われると、ポツリと“もっとバントをしなきゃな（I've got to bunt more）”と言ったり、友人・知人が少ないことで知られているボンズが、2007年は新人のフレッド・ルイスを弟のように可愛がっており、そのルイスが満塁本塁打を独立記念日に打ったり、母の日にサイクル安打を達成したりすると、“祝日にだけ打つつもりかよ（Are you just going to hit on holidays?）”などとからかったりした。
友達想いの優しい一面もある。2001年9月28日、マグワイアの持つシーズン70本塁打の記録を目指していたボンズはサンディエゴ・パドレス戦で68号を放ってダイヤモンドを1周した。本塁打を打った後天を指差すパフォーマンスで知られているが、この時はいつもよりとりわけ長く天を指差した。その後ベンチに戻ると泣き出してしまった。試合後の記者会見では「今日のホームランを亡くなったばかりの友人フランクリン・ブラッドリーに捧げる」と語った。亡くなったブラッドリーは10年来ボディガードを務めた親友でもあった。前日の9月27日に"ありきたりの"外科手術を受けて、合併症を引き起こして亡くなったというのだった。"ありきたりの"手術と形容したが、ブラッドリーが受けた手術とは、肥満治療のための消化管手術だった。アメリカでは肥満の外科治療が大流行しているからこそ、"ありきたりの"手術と形容したのだが、手術費用は2万5000乃至3万ドルと言われている。無保険者にとっては簡単に払える金額ではなく、体重400ポンド（約180kg）と肥満に苦しむ友が治療を受けられるようにと手術費用を援助していたのだった。

### 日本および日本人選手との交流
日米野球で4度来日した他、長い選手生活においては日本や日本人選手と様々な形で関わりを持った。母国では常に薬物疑惑を取り沙汰されるが、取材する側が日本人であれば気さくに応じるなど、米国人記者とはあからさまに違う態度で接している。日本人選手やメディアには極めて好意的であり、各選手を高く評価している。
2002年のシーズンのみであったが、ジャイアンツの元チームメイトである新庄剛志は、孤立しがちなボンズと会話する唯一の人物であった。新庄は守備練習の時にグラブを手渡しするなどして、積極的にコミュニケーションをとっていたという。また新庄曰く、「ボンズより左側に飛んできた打球は全て俺が取る」と言ってボンズの守備での負担、疲労を軽減させ打撃に集中させたという。ボンズも打撃練習中に自分が使うマスコットバットを新庄に貸したこともある。翌2003年に新庄がニューヨーク・メッツに復帰した際や引退後にも、好意的なコメントを残している。
2007年のオールスターでは、同地区のライバル球団ロサンゼルス・ドジャースのクローザーでもある斎藤隆とロッカーが隣で、斎藤にバットを一本プレゼントした。斎藤は「バリーは今色々言われていて最初は身構えてしまったけれど、僕が話したバリーはとても気さくな人だった。バットのスイートスポットをあともうちょっと広くしたいとか色々話してくれた」と述懐した。また、岡島秀樹とのツーショットも撮られた。
松井秀喜とは、松井がFAの行使に迷っていた2002年の日米野球で来日した際、「メジャーでも成功するさ。日本と同じジャイアンツに来てほしい」などとエールを送った。また松井とは同年の日米野球の試合前に1974年「王vs.アーロン」以来の「日米本塁打競争」が行なわれたが、緊張で本塁打が打てずにいた彼に「肩の力を抜け」とジェスチャーしたり、肩を揉み緊張をほぐす等で気さくに接している。ヒューストン・アストロズの松井稼頭央には2006年のオフの自主トレの際には自身から声を掛けて色々打撃に関してアドバイスを送っている。
イチローに対しても高い評価をしており、「ローズの安打記録を抜くことに関しては賛否両論があるだろうが、自分はローズ以上の実力者と認めている」と絶賛していた。
王貞治はロサンゼルス・タイムズのインタビューで「筋肉増強剤の使用は悪いことだ」と前置きした上で「しかし、以前は禁止されていなかったのだし、第一、ステロイドを使用したからといってだれもがホームランを打てるようになるわけではない」と、ボンズの打撃技術を高く評価している。
大谷翔平についても「大谷選手は他に類を見ない存在と言えるだろう。投手としても打者としてもエリート級。彼のような選手はこれからも現れないのではないだろうか」と賞賛し、「もし私が監督なら、うまくいっていることを直そうとはしない。大谷選手がハッピーであることが一番大事だからだ。力を最大限に引き出してあげたいし、今の二刀流を継続させるだろう」と二刀流にも好意的な意見を述べている。

### スプラッシュ・ヒット
ボンズの象徴とも言えるAT&Tパークのライト場外の海（サンフランシスコ湾、ジャイアンツの名選手ウィリー・マッコビーにちなんでマッコビー・コーブとも呼ばれる）へ直接打ち込まれる本塁打は"Splash Hit"（スプラッシュヒット）と呼ばれる。このスプラッシュヒットをボンズは歴代最多の35本を記録した（歴代2位タイのパブロ・サンドバル、ブランドン・ベルトでさえ通算7本に留まる）。ボンズの打ち込む本塁打ボールを目当てにカヌーで待ち構えるファンも多く（特にシーズン本塁打記録など歴史に残る本塁打が迫ってくるとまた増える）、また時にはウエットスーツにサーフボードといういでたちで待ちかまえるファンもいる。
ボンズが今まで数多く記録しているため、一見簡単そうに見えるが全くそうではない。実際スプラッシュヒットからボンズが記録した分を除くと、ビジターの選手が打った分を含めても、1年あたり約3本しか出ていない。飛距離そのものとしては370フィート（約113メートル）ほどで可能だが、ライトフェンスは25フィート（約7.6メートル）と高く、常に強い海風も吹いているため、MLBで最も左打者に不利な球場とも言われている。

### バット・使用道具
2007年よりSSK社製のバットを使用。それまではサムバットを使用していた。スプリングトレーニングでの試打でSSKのバットを気に入ったボンズは、担当者に自分の使っているバットを手渡し「これと同じように作ってほしい」とその場で3ダースを注文したという。このバットは富山県のSSKバット協力工場で生産され、50年以上のバット作りの経験を持ち、また社長でもある本居和義らのバット職人によって行われる。ちなみに長さ86.6センチ、重量平均915.0グラム、材質はメイプルである。
大抵のメジャーリーガーは使用するバットにはそれほど神経質にならないといわれているが、ボンズは乾燥度を気にかけ、常に打球音で弾き具合を確認するほどこだわりを持っている。また、2007年からバットの乾燥度を保つジュラルミンケースも使っている。
また、バットのグリップ部分にテーピングをクロスしてグルグル巻きにしているのが好きらしく、しばしば試合中などにバットに巻いてあるのを確認できる。
バッティンググラブはfranklin社製、ホームでは手の甲がオレンジ、ビジターでは甲がグレーのものを使用。グラブはwillson社製の黒、ネット部分はグレーのものである。打席では肘あてを付けている。足には何も付けていない。
スパイク及びリストバンドはFILA社製を使用。

### 父親との関係
バリー・ボンズ（この項では以下、便宜上バリーと表記）の父親は先述の通り'70年代に活躍したメジャーリーガーのボビー・ボンズであり、バリーは「やるからには、その道のナンバー1になれ」と言われ育てられたという。また、ボビーはウィリー・メイズとも交流が深いチームメイトであったという経緯からバリーとメイズは出会うこととなる。
しかし、バリーは幼少期からボビーを非常に慕っていたが、野球で多忙だったボビーは家を空けることが多く、一緒に遊んでもらった記憶がほとんど無いとバリーは語っている。というのも、バリーが産まれたときボビーはまだ18歳であったため、バリーの幼少期は後に24歳でメジャーデビューするまで必死にマイナーでプレーしていた時期であった。
後にボビーはアルコール依存症にかかり、酒が原因で様々なトラブルを起こしてしまい、次第にバリーとボビーは疎遠となっていった。後にバリーが高校・大学と野球で素晴らしい成績を残してもボビーは振り向いてくれなかったという。だが、その後ボビーはケアを受けたことでアルコール依存症を克服。1993年、バリーがサンフランシスコ・ジャイアンツに入団し、ボビーがジャイアンツのバッティングコーチに就任したのを機に2人は和解することとなった。
その後、2人は共に野球人生を歩むことになるが、バリーは先述の教えである「その道のナンバー1になる」つまり、ワールドチャンピオンになることが1度もできずにいた。そんな中、2002年にボビーは肺癌と脳腫瘍を発症し、余命幾許も無い状態となる。ボビーの命のあるうちにチャンピオンリングを手にしたいという想いから、2002年バリーは必死にプレーし、MVPを受賞する程の活躍をする。しかし、ジャイアンツはこの年ワールドシリーズには進むもののアナハイム・エンゼルスに敗れ、ワールドチャンピオンとはならなかった。
2003年、バリーは試合以外の時間はボビーの看病をするという生活を続けた。この年もバリーは必死でプレーし、6月23日史上初の「500-500」を達成。8月20日にはボビーがジャイアンツの試合を観戦しに来て、この日もバリーは本塁打を打っている。しかし3日後の8月23日、ボビーは永眠。バリーはその後1週間バットも握れないほど落ち込んだという。だが、ボビーの死から1週間後の復帰戦ではランディ・ジョンソンから本塁打を打っている。この年、MVPを獲得したバリーは「このMVPを父に捧げる。父には本当に感謝している」と涙ながらに語った。
2007年8月7日、756号本塁打を放ち、その後10分間の新記録を祝うセレモニーで、バリーはマイクを握り挨拶を行った。自身の家族や観客やチームメイトに感謝の言葉を告げ、最後には「My Dad... Thank you for everything! （父さん... ありがとう、すべてに感謝している）」と締めくくった。

## 薬物疑惑

### 概要

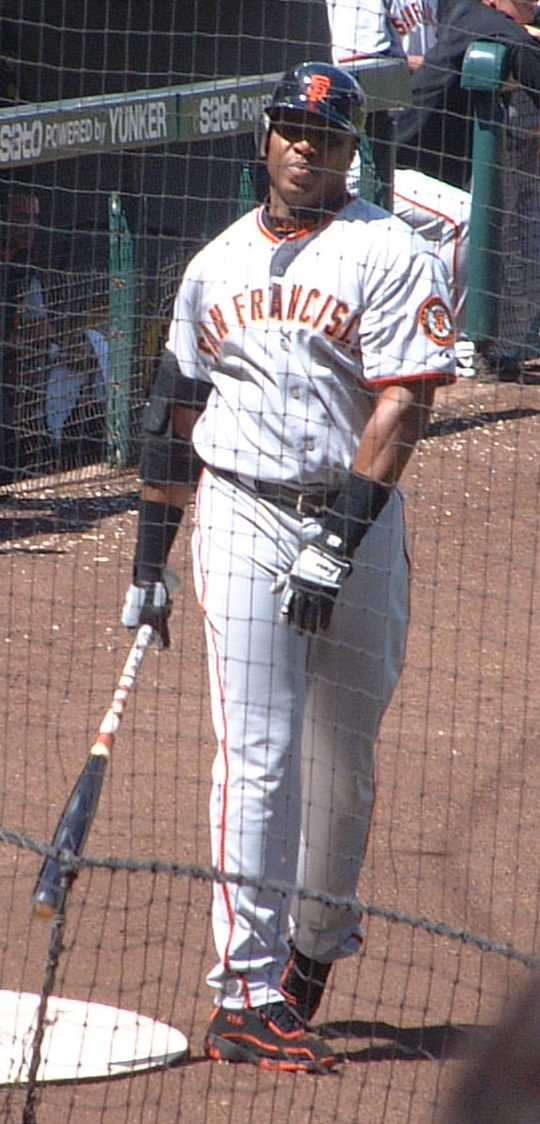
バリー・ボンズ（2006年）

2000年代以降に体格が突然巨大化したこと、30歳代後半の年齢でパフォーマンスが一気に向上した（年間45本塁打以上した過去6シーズンのうち、5回は36歳以降で記録しており、本塁打率（打数÷本塁打数）も1998年まで16.2であったのが1999年から2007年までは9.2と急上昇している）ことなどから、筋肉増強剤のアナボリックステロイドやヒト成長ホルモン（HGH）等の運動能力向上薬物を使用しているとの噂が絶えなかった。
シーズン73本塁打の新記録を作った2001年の時点では、薬物の問題は表面化していなかったが、ボンズの体格が劇的に変化したことは当時からマスコミでも度々取り上げられていた。プロ入り当時は体重84キロで、98年までは86キロと、体格に大きな変化はなかった。それがドーピングを始めたと噂される99年から毎年増加し、93キロ・95キロ・103キロと増えつづけ、そして2007年のMLB公式サイトの掲載においては109キロにまでなっている。
ボンズは1998年シーズン終了後から薬物使用を始めたとされるが、それ以前の経歴も徹底的に洗い出されており、言い換えると1998年シーズンまではほぼ間違いなくシロとされる。ボンズが薬物に手をだすきっかけとなったのは、1998年のマグワイアとソーサの本塁打量産対決であるというのが通説である。1998年、従来の記録であったロジャー・マリスのシーズン61本塁打を大きく超えるハイレベルな二人の争いに全米中が熱狂した。その一方でこの年に打率.303・本塁打37・打点122・盗塁28・OPS1.047という成績を残し、史上初の「400本塁打‐400盗塁」を達成していたボンズはこの二人の影に完全に隠れてしまった。人一倍プライドの高いボンズは、「このままでは一番でいられない、ホームランを打たないと誰からも注目してもらえない」と今までのスピードを捨てて本塁打を打つためのパワーを手に入れようとした、というのである。1998年のオフ、友人のケン・グリフィー・ジュニアと食事をした際に、ボンズはそのように語り、ステロイドの使用を開始したことを示唆したとグリフィーが証言している。
こうして、このあと数々の記録を打ち立てることになる凄まじい打棒と引き換えに「疑惑」はどんどん強くなっていくのである。

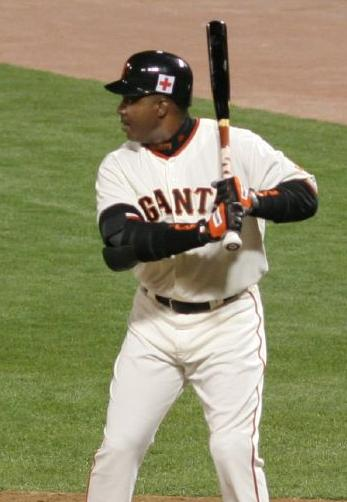
体格が巨大化する前のボンズ

最初にそれを公衆の面前に晒したのは1999年の春季キャンプでのことで、前年のシーズン終了時とは見るからに違う体格をしていたボンズに対して地元記者が質問すると、「いつもと同じことをしただけだが、やり始めたのが少し早かった」とだけ答えている。投与に関ったとされるのは米国の栄養補助食品会社バルコ（BALCO: Bay Area Laboratory Co-operative）で、ボンズは1998年半ばから幼馴染のグレッグ・アンダーソンをウエイトトレーニング・コーチとして雇い入れていた。当時すでにアンダーソンは後に告発されるバルコ社の創設者ビクター・コンテと深いつながりを持っており、陸上競技などでは禁止されていた化学薬品をボンズに与えていたという。
2006年3月23日にサンフランシスコ・クロニクル紙記者2人によるボンズの薬物使用に関する暴露本『ゲーム・オブ・シャドウズ』が出版された。同著では、ボンズは1999年から少なくとも5年以上にわたり、クリア（THG）、クリーム（クリアとセットで使用）、HGH、ウィンストロール、デカ・デュラボリン、インスリン、デカン酸テストステロン、トレンボロン、クロミッド、ノルボレトンと様々な薬物を使い続けたと述べられている。2007年1月11日、ボンズが2006年度の検査で禁止薬物のアンフェタミン（グリーニー）に陽性反応を示していたことが報道された。尚、ボンズ本人はある時「1999年までステロイド(という存在)など知らなかった」とまで話していた。
2003年にバルコ社の禁止薬物の販売に関する大陪審で禁止薬物を故意に使用したことはないという証言について、アメリカ連邦大陪審は2007年11月15日に偽証罪で起訴した。ボンズと同様にバルコ社からドーピング投与を受けた疑惑をもたれていた女子陸上競技選手マリオン・ジョーンズもドーピングしていたことを既に認めており、金メダルを返還して引退している。なお偽証罪の直接の訴因は「薬物を使用したこと」ではなく、「薬物を使用したにもかかわらず嘘の証言をした」ことである。同年12月13日に発表されたミッチェル報告書に実名で取り上げられた。ボンズは報告書作成時の調査に関連した聴取を拒否したことに加え、禁止薬物の使用の疑いについて書かれた質問に対する応答を拒否したとされている。
ボンズの裁判は2011年3月21日から始まった。サンフランシスコ連邦地裁の陪審は2011年4月13日、訴えられた罪状4件のうち、司法妨害罪1件のみ有罪とする評決を下し、他の3件の偽証罪は陪審不一致で裁判不成立となった。薬物使用が意図的なものだったかどうかは明らかにならなかった。元専属トレーナーのアンダーソンは黙秘を貫き、ボンズが「そうと知って使ったことはない」と証言したので、その容疑を立証しなければならなくなり、困難を極めた。裁判中に証言した1994年から2003年にかけて交際していた女性によると、1999年の肘の故障はステロイドの使用を開始したことによる急激な筋肉増強が肘に負担を与えたことが原因だと語ったという。2011年12月15日に2年間の保護観察処分と30日間の自宅謹慎が言い渡された。また、4000ドル（約30万円）の罰金も科された。2015年4月にサンフランシスコ高裁が司法妨害罪の無罪判決を言い渡し、同年7月に無罪が確定した。

### 疑惑に対する周囲の反応
薬物疑惑が強まり、ルース、アーロンの通算本塁打数に迫るにつれて、ファンや米メディアの反応も厳しくなり、敵地の球場では、別扱いの参考記録を表す「＊」マークやドーピング注射器が描かれたボードを掲げてボンズを野次る観客が多数出現するようになった。ボンズの守っているレフトに注射器が投げ込まれたこともある。「ベーブ・ルースはホットドッグとビールでやってのけた。ハンク・アーロンは上品にやってのけた。（暗に薬物を指して）お前はどうやってやったんだ？（"Babe Ruth did it on hot dogs and beer. Hank Aaron did it with class. How did you do it?"）」と揶揄されたりもした。
一方で、選手たちの反応はおおむね正反対である。2007年5月にUSAトゥデイ紙が493人の現役大リーガーと469人のファンを対象に行ったアンケート調査の「史上最も偉大なホームラン打者は誰か」という項目において、ファンの回答で最も多かったのがハンク・アーロンの36%、次いでベーブ・ルースの33%、ボンズは8%にしか過ぎなかった。だが現役選手の72%がボンズと回答している。
ここにその現役選手たちのコメントを一部列挙する。
- 「彼は凄く簡単そうにボールを打っているけど、実際は難しいんだ。どうやったらあれだけ安定したスイングを出来るのか俺には分からない。ステロイドを使った選手は他にもいるけど、ボンズに匹敵する奴は誰もいない」「ステロイドを使っている他の選手のスイングに比べたら、ボンズがステロイドのおかげだけでホームランを打っているとは思えない。仮に彼がステロイドをやっていたと認めても、ホームランの価値が損なわれるとは思わない」‐デビッド・オルティーズ
- 「度重なる薬物検査の下、人間離れしたスウィングで僕らを驚かせるんだから、彼は本物だよ。素晴らしい動体視力とタイミングでボールを捉え続ける。単純に、彼は他の打者よりも優れているんだ」‐バリー・ジト
- 「皆と同じようにステロイドの使用については疑っている。だが、それと彼の打者としての偉大さは別さ」「打てる球が1試合に2球くらいしかないのにそれを本塁打にする。自分が対戦した時も2球だけだったのに、そのうちの1球を柵越えにした」‐トム・グラビン

これらコメントに代表されるように、選手たちの間では“ステロイドを使ったからといって簡単にホームランを打てるわけではない”とボンズを擁護する意見も多い。ステロイドの使用を開始したとされる1999年より前の時点でボンズは既に殿堂入りに値する成績を残しており、元々ずば抜けた実力を持っていた選手であることにも留意すべきとの意見もある。
また、2007年シーズンにおいても当時メッツのギレルモ・モタが禁止薬物での50試合の出場停止処分を受けているように投手の禁止薬物使用も相当数に上っていることや、ボンズが薬物を摂取していた2000年前後はまだ筋肉増強剤はMLBの禁止薬物に指定されてはおらず、使用の是非とは別にボンズをはじめとしたMLBの選手たちは、その当時、筋肉増強剤を使用することにルール上は何も問題はなかったことも事実である。もっとも、筋肉増強目的でアナボリック・ステロイドを所持することは、1988年の連邦法の規制物質法の改定によって、アメリカ本国では既に違法化されていた。
薬物使用が確実視される中での記録達成とあって、周囲の反応が注目されたが、アーロンの記録を破った試合の視聴率はわずか1.1%と、NFLのプレシーズンゲームにも惨敗する有様で、大多数のファンは無関心、あるいは冷淡な視線で見ていた事実を裏付ける結果となった。ちなみに、ハンク・アーロンがベーブルースの記録を破ったときにNBCが放送した試合の視聴率は、22.3%だった。
コミッショナーのバド・セリグも球界の最高権力者という立場上、明言はしていないがアーロン同様その場にいたくないとの気持ちは隠しようがないといった感じで対応に戸惑っていた。言葉では「記録更新の瞬間にできる限り立ち会うつもりでいる」「試合への尊敬、記録の大きさ、この国ではすべての市民が有罪とされるまでは潔白であることから、私は彼が記録を更新する可能性があるかを見るために次の試合に立ち会う。記録がタイになった時点で追加声明を発表する」との声明文を発表していたが、否定的なスタンスを取り続けていた。755号を放った試合もセリグは観戦していたが、他の観客と違い拍手もせずポケットに手を突っ込んだままの姿で、神妙な面持ちだった。756号を放った試合においては結局セリグはジョージ・J・ミッチェルと面会するという名目で球場には姿を見せず、代理を送っていた。
また、この疑惑が強くなる中、他の選手の記録の正当性にも疑惑が示され、実はシーズン本塁打記録はロジャー・マリスの61本のままではないかという議論も起きた。2005年にはノースダコタ州議会がメジャーリーグ機構にマリスの記録が正当であると主張する事態となった。

### 殿堂入り論争
引退後5シーズンが経過し、2013年にアメリカ野球殿堂入り資格を得た。しかし、ステロイド使用が確定しているボンズに対して、殿堂入りを認めるかどうかの議論が投票前から盛んに行われた。ロジャー・クレメンス、サミー・ソーサといった薬物使用者も同時に殿堂入り資格を得たため、「“ステロイド時代”をどう評価するか」という個人の問題に留まらない重要な論争となった。2012年12月にAP通信が投票有資格者100人以上に対して行った事前調査では、殿堂入りを認めると回答した記者は45%に留まり、殿堂入りに必要な75%には届かなかった（クレメンスには43%、ソーサには18%が殿堂入りを認めると回答）。ニューヨーク・タイムズも同様の調査を行い、43%がボンズとクレメンスの殿堂入りを認めると回答した（ソーサは12%）。これにより初年度の殿堂入りは絶望的な状況となった。反対派の中にも今後考えが変わる可能性はあると回答した記者も多く、論争の決着が付いたとは言えない状況である。
2013年1月9日、殿堂入りの投票結果が発表されたが、事前の調査よりも少ない36.2%しか獲得できず、殿堂入りを逃した（クレメンスは37.6%、ソーサは12.5%）。有資格の最終年である2022年、投票率66％で規定の75％に届かず、殿堂入り資格を喪失。
殿堂入りを認める主張としては「ドーピングを始める前から、長期にわたって素晴らしい成績を残していた」「当時はステロイドが禁止されておらず、ドーピングが蔓延しており、誰が白で誰が黒かを明確に特定することは不可能」「既に殿堂入りした選手や、殿堂入り候補の選手の中にも、発覚していないだけで薬物を使用していた選手は確実に存在する」「純粋に数字だけで判断すべき」「野球殿堂は負の歴史も受け入れるべき」などがある。
一方で、殿堂入り反対派は「どのような事情があろうとも、薬物使用が判明した選手の殿堂入りは認めるべきでない」という主張を展開している。また、全米野球記者協会が設けた殿堂入りの選考基準「記録、能力、誠実さ、スポーツマンシップ、人格、チームへの貢献（the player's record, playing ability, integrity, sportsmanship, character and contributions to the team[s] on which the player played）」のうち誠実さ、スポーツマンシップ、人格の3つを満たしていないと指摘される。

## 詳細情報

### 年度別打撃成績
| 年 度     | 球 団     | 試 合 | 打 席 | 打 数 | 得 点 | 安 打 | 二 塁 打 | 三 塁 打 | 本 塁 打 | 塁 打 | 打 点 | 盗 塁 | 盗 塁 死 | 犠 打 | 犠 飛 | 四 球 | 敬 遠 | 死 球 | 三 振 | 併 殺 打 | 打 率 | 出 塁 率 | 長 打 率 | O P S |
| --------- | --------- | ----- | ----- | ----- | ----- | ----- | -------- | -------- | -------- | ----- | ----- | ----- | -------- | ----- | ----- | ----- | ----- | ----- | ----- | -------- | ----- | -------- | -------- | ----- |
| 1986      | PIT       | 113   | 484   | 413   | 72    | 92    | 26       | 3        | 16       | 172   | 48    | 36    | 7        | 2     | 2     | 65    | 2     | 2     | 102   | 4        | .223  | .330     | .416     | .746  |
| 1987      | PIT       | 150   | 611   | 551   | 99    | 144   | 34       | 9        | 25       | 271   | 59    | 32    | 10       | 0     | 3     | 54    | 3     | 3     | 88    | 4        | .261  | .329     | .492     | .821  |
| 1988      | PIT       | 144   | 614   | 538   | 97    | 152   | 30       | 5        | 24       | 264   | 58    | 17    | 11       | 0     | 2     | 72    | 14    | 2     | 82    | 3        | .283  | .368     | .491     | .859  |
| 1989      | PIT       | 159   | 679   | 580   | 96    | 144   | 34       | 6        | 19       | 247   | 58    | 32    | 10       | 1     | 4     | 93    | 22    | 1     | 93    | 9        | .248  | .351     | .426     | .777  |
| 1990      | PIT       | 151   | 621   | 519   | 104   | 156   | 32       | 3        | 33       | 293   | 114   | 52    | 13       | 0     | 6     | 93    | 15    | 3     | 83    | 8        | .301  | .406     | .565     | .971  |
| 1991      | PIT       | 153   | 634   | 510   | 95    | 149   | 28       | 5        | 25       | 262   | 116   | 43    | 13       | 0     | 13    | 107   | 25    | 4     | 73    | 8        | .292  | .410     | .514     | .924  |
| 1992      | PIT       | 140   | 612   | 473   | 109   | 147   | 36       | 5        | 34       | 295   | 103   | 39    | 8        | 0     | 7     | 127   | 32    | 5     | 69    | 9        | .311  | .456     | .624     | 1.080 |
| 1993      | SF        | 159   | 674   | 539   | 129   | 181   | 38       | 4        | 46       | 365   | 123   | 29    | 12       | 0     | 7     | 126   | 43    | 2     | 79    | 11       | .336  | .458     | .677     | 1.136 |
| 1994      | SF        | 112   | 474   | 391   | 89    | 122   | 18       | 1        | 37       | 253   | 81    | 29    | 9        | 0     | 3     | 74    | 18    | 6     | 43    | 3        | .312  | .426     | .647     | 1.073 |
| 1995      | SF        | 144   | 635   | 506   | 109   | 149   | 30       | 7        | 33       | 292   | 104   | 31    | 10       | 0     | 4     | 120   | 22    | 5     | 83    | 12       | .294  | .431     | .577     | 1.008 |
| 1996      | SF        | 158   | 675   | 517   | 122   | 159   | 27       | 3        | 42       | 318   | 129   | 40    | 7        | 0     | 6     | 151   | 30    | 1     | 76    | 11       | .308  | .461     | .615     | 1.076 |
| 1997      | SF        | 159   | 690   | 532   | 123   | 155   | 26       | 5        | 40       | 311   | 101   | 37    | 8        | 0     | 5     | 145   | 34    | 8     | 87    | 13       | .291  | .446     | .585     | 1.031 |
| 1998      | SF        | 156   | 697   | 552   | 120   | 167   | 44       | 7        | 37       | 336   | 122   | 28    | 12       | 1     | 6     | 130   | 29    | 8     | 92    | 15       | .303  | .438     | .609     | 1.047 |
| 1999      | SF        | 102   | 434   | 355   | 91    | 93    | 20       | 2        | 34       | 219   | 83    | 15    | 2        | 0     | 3     | 73    | 9     | 3     | 62    | 6        | .262  | .389     | .617     | 1.006 |
| 2000      | SF        | 143   | 607   | 480   | 129   | 147   | 28       | 4        | 49       | 330   | 106   | 11    | 3        | 0     | 7     | 117   | 22    | 3     | 77    | 6        | .306  | .440     | .688     | 1.128 |
| 2001      | SF        | 153   | 664   | 476   | 129   | 156   | 32       | 2        | 73       | 411   | 137   | 13    | 3        | 0     | 2     | 177   | 35    | 9     | 93    | 5        | .328  | .515     | .863     | 1.378 |
| 2002      | SF        | 143   | 612   | 403   | 117   | 149   | 31       | 2        | 46       | 322   | 110   | 9     | 2        | 0     | 2     | 198   | 68    | 9     | 47    | 4        | .370  | .582     | .799     | 1.381 |
| 2003      | SF        | 130   | 550   | 390   | 111   | 133   | 22       | 1        | 45       | 292   | 90    | 7     | 0        | 0     | 2     | 148   | 61    | 10    | 58    | 7        | .341  | .529     | .749     | 1.278 |
| 2004      | SF        | 147   | 617   | 373   | 129   | 135   | 27       | 3        | 45       | 303   | 101   | 6     | 1        | 0     | 3     | 232   | 120   | 9     | 41    | 5        | .362  | .609     | .812     | 1.422 |
| 2005      | SF        | 14    | 52    | 42    | 8     | 12    | 1        | 0        | 5        | 28    | 10    | 0     | 0        | 0     | 1     | 9     | 3     | 0     | 6     | 0        | .286  | .404     | .667     | 1.071 |
| 2006      | SF        | 130   | 493   | 367   | 74    | 99    | 23       | 0        | 26       | 200   | 77    | 3     | 0        | 0     | 1     | 115   | 38    | 10    | 51    | 9        | .270  | .454     | .545     | .999  |
| 2007      | SF        | 126   | 477   | 340   | 75    | 94    | 14       | 0        | 28       | 192   | 66    | 5     | 0        | 0     | 2     | 132   | 43    | 3     | 54    | 13       | .276  | .480     | .565     | 1.045 |
| MLB：22年 | MLB：22年 | 2986  | 12606 | 9847  | 2227  | 2935  | 601      | 77       | 762      | 5976  | 1996  | 514   | 141      | 4     | 91    | 2558  | 688   | 106   | 1539  | 165      | .298  | .444     | .607     | 1.051 |

- 各年度の太字はリーグ最高、赤太字はMLB歴代最高
- 2006年と2007年の出塁率は規定打席に届いていないが、不足分の打席全てが凡退と仮定してもリーグ1位になるため、MLB特別規定によりリーグ最高

### タイトル
- 首位打者 2回：2002年、2004年
- 本塁打王 2回：1993年、2001年
- 打点王 1回：1993年

### 表彰
- シーズンMVP 7回：1990年、1992年 - 1993年、2001年 - 2004年
- シルバースラッガー賞 12回：1990年 - 1994年、1996年 - 1997年、2000年 - 2004年
- ゴールドグラブ賞 8回：1990年 - 1994年、1996年 - 1998年
- ハンク・アーロン賞 3回：2001年 - 2002年、2004年
- コミッショナー特別表彰：2004年
- ナ・リーグ月間MVP 13回：1990年7月、1991年7月、1992年4月・9月、1993年4月、1996年4月、1997年7月、2001年5月・9月、2002年8月、2003年7月、2004年4月・8月
- ナ・リーグ週間MVP 13回
- プレイヤーズ・チョイス・アワーズ
  - Player of the Year 2回：2001年、2004年
  - NL Outstanding Player 4回：1993年、2001年 - 2002年、2004年
  - NL Comeback Player 1回：1992年
- The Sporting News
  - Major League Players of the Year 3回：1990年、2001年、2004年
  - NL Players of the Year 2回：1990年 - 1991年
  - NL All-Star Teams12回：1990年 - 1994年、1996年 - 1997年、2000年 - 2004年
  - Player of the Decade：1990年代
  - All-Decade Team：2000年代
- Baseball America
  - MLB Player of the Year 3回：2001年、2003年 - 2004年
  - First-Team Major League All-Star OF 7回：1993年 - 1994年、2000年 - 2004年
- Baseball Digest
  - Player of the Year 3回：1993年、2001年 - 2002年
- Sports Illustrated
  - All-Decade Team：2000年代
- ESPN
  - All-Decade Team：2000年代
- Yahoo! Sports
  - All-Decade team：2000年代
- AP通信
  - Athlete of the Year 1回：2001年
  - Player of the Year 2回：1992年 - 1993年
  - All-Star Award 5回：1990年 - 1993年、2000年
- DHLホームタウン・ヒーローズノミネート：2006年

### 記録
- MLBオールスターゲーム選出 13回：1990年、1992年 - 1998年、2000年 - 2004年、2007年

#### 保持記録
- 通算本塁打数 762：2013年終了時点（歴代1位、ギネス世界記録に認定[100]）。
- シーズン本塁打数 73：2001年
- 異なる投手からホームラン 449
- 40歳以上でのホームラン 74
- 43歳でのホームラン 28
- シーズン30本塁打以上 13年連続：1992年 - 2004年
- シーズン長打率 .863：2001年
- ワールドシリーズでの長打率 1.294, 2002年
- シーズン長打率.600以上 8年連続、1998年 - 2005年
- シーズン出塁率 .609：2004年
- シーズン四球数 232：2004年
- シーズン敬遠数 120：2004年
- 連続四球数 18試合
- MVP受賞 7回：1990年、1992年 - 1993年、2001年 - 2004年
- MVP受賞 4年連続：2001年 - 2004年
- ナ・リーグ月間MVP選出 13回
- 最年長首位打者初獲得 38歳 2002年
- シーズンOPS 1.422：2004年
- 4年連続で出塁率5割以上：2001年 - 2004年
- 4年連続で長打率7割以上：2001年 - 2004年
- 40-40（40本塁打40盗塁）：1996年（史上2人目）
- 史上初となる500-500（500本塁打500盗塁）を達成。400-400ですらボンズ以外に誰も記録していない。
- 40歳での首位打者、MVP獲得はともにメジャー最高齢記録：2004年
- 通算四球数 2558
- 通算敬遠数 688

#### 合同記録
- 連続四球：7
- 連続出塁：15
- 30-30（30本塁打30盗塁）5回：1990年、1992年、1995年 - 1997年（父ボビー・ボンズと並び大リーグ最多記録）
- 同一ポストシーズン本塁打数 8：2002年

### 背番号
- 7（1986年）
- 24（1987年 - 1992年）
- 25（1993年 - 2007年, 2016年） - SFジャイアンツ（1993年 - 2007年）では、永久欠番（2018年8月11日制定）になっている。